# Gabriel Strobl
Padre Gabriel Strobl ( * 3 de noviembre de 1846 , Unzenmarkt, Estiria, Imperio Austríaco - 15 de marzo de 1925 , Admont, Benediktinerstift) fue un sacerdote católico austríaco, botánico, entomólogo quien se especializó en Diptera.

## Carrera
En 1866 el joven de 20 años, fue presbítero católico (Padre) en el monasterio benedictino de Admont Abbey (Stift Admont). Un incendio devastador del Monasterio, en 1865, destruyó el Gabinete de Historia Natural (un museo) y su contenido, que había incluido el Universo de Josef Stammel. Fue encargado por el abad Karlmann Hieber (que le sirve de 1861 a 1868) en la reconstrucción del Museo de Historia Natural. En 44 años de obra - hasta su accidente cerebrovascular en 1910 - Gabriel Strobl reconstruyó el Museo a nuevo. En sus primeros 12 años de trabajo se dedicó principalmente a la botánica, antes de dedicarse por completo a la entomología en los siguientes 32 años. Aunque su obra era publicar principalmente en Diptera, también trabajó en Hymenoptera y en Coleoptera de la península balcánica que fue gobernado en parte por Austria hasta 1918.

## Algunas publicaciones
Diptera
- 1880. Dipterologische Funde um Seitenstetten. Ein Beitrag zur Fauna Nieder-Österreichs ( Conclusiones Dipterológicas de Seitenstetten. Una contribución a la fauna de Baja Austria). Programm des Kaiserlich-königlichen Ober-Gymnasiums der Benedectiner zu Seitenstetten 14: 3-65.
- 1893. Beiträge zur Dipterenfauna des österreichischen Littorale (Las contribuciones a los dípteros del Litoral de Austria). Wien. Ent. Ztg. 12: 29-42 , 74-80, 89-108, 121-136 and 161-170.
- 1894. Die Dipteren von Steiermark ( Diptera de Estiria). Mitt. Naturw. Ver. Steiermark 30 (1893): 1-152.
- 1898a. Die Dipteren von Steiermark. IV Theil. Nachträge ( Diptera de Estiria. Parte IV. Suplementos). Mitt. Naturw. Ver. Steiermark 34 (1897): 192-298
- 1898b. Fauna diptera Bosne, Hercegovine I Dalmacie. Glasn. Zemalj. Muz. Bosni Herceg. 10: 387-466, 562-616 (en serbio)
- 1900a. Dipterenfauna von Bosnien, Herzegovina und Dalmatien. Wiss. Mitt. Bosn. Herzeg. 7: 552-670 (traducción alemana del artículo publicado en 1898b, con adiciones)
- 1900b. Spanische Dipteren. IX. Theil. Wien. Ent. Ztg. 19: 61-70
- 1901. Tief's dipterologischer Nachlass aus Kärnten und Österreich-Schlesien. Jahrb. Naturh. Landesmus. Kärnten 26 (1900): 171-246.
- 1902. Novi prilozi fauni diptera Balkans'kog poluostrva [Nuevas contribuciones sobre la fauna diptérica de la península balcánica]. Glasn. Zemalj. Muz. Bosni Herceg. 14: 461-517.
- 1904. Neue Beiträge zur Dipterenfauna der Balkanhalbinsel. Wiss. Mitt. Bosn. Herzeg. 9: 519-581. (traducción germann de Strobl 1902)
- 1906. Spanische Dipteren II. Mem. R. Soc. Esp. Hist. Nat. (Madrid), Segunda Época 3 (1905): 271-42
- 1909. Con Czerny, L. Spanische Dipteren. III. Beitrag. Verh. Zool.-Bot. Ges. Viena 59(6): 121-310
- 1910. Die Dipteren von Steiermark. II. Nachtrag. Mitt. Naturw. Ver. Steiermark 46 (1909): 45-293

Hymenoptera
- 1900-1903. Ichneumoniden Steiermarks (und der Nachbarländer (y los países vecinos). 388 pp.

## Colecciones
Sus colecciones de Diptera y de Coleoptera (exceptuando a las exóticas, ie. especies no-europeas) se hallan en el Museo de Historia natural de Admont Abbey (Stift Admont) así como todas sus Lepidoptera. Las exóticas Coleoptera y Cicadidae, y todas sus Hymenoptera están en Museo Nacional Joanneum de Estiria in Graz. Las Syrphidae via H. R. Meyer están en el Museo estatal de Hesse en Darmstadt.
- La abreviatura «Strobl» se emplea para indicar a Gabriel Strobl como autoridad en la descripción y clasificación científica de los vegetales.[3]